# Jia Xiuquan
Dans ce nom chinois, le nom de famille, Jia, précède le nom personnel.
Jia Xiuquan (chinois simplifié : 贾秀全, chinois traditionnel : 賈秀全), né le 9 novembre 1963 à Dalian en Chine, est un joueur de football chinois, aujourd'hui entraîneur.

## Palmarès

### Joueur
- Championnat de Chine : 1981, 1986
- Meilleur joueur de la Coupe d'Asie des nations 1984
- Meilleur buteur du championnat de Chine : 1983, 1984, 1986

### Entraîneur
- Championnat de Chine D3 : 1997 (3e place)